# Wolfgang Thierse

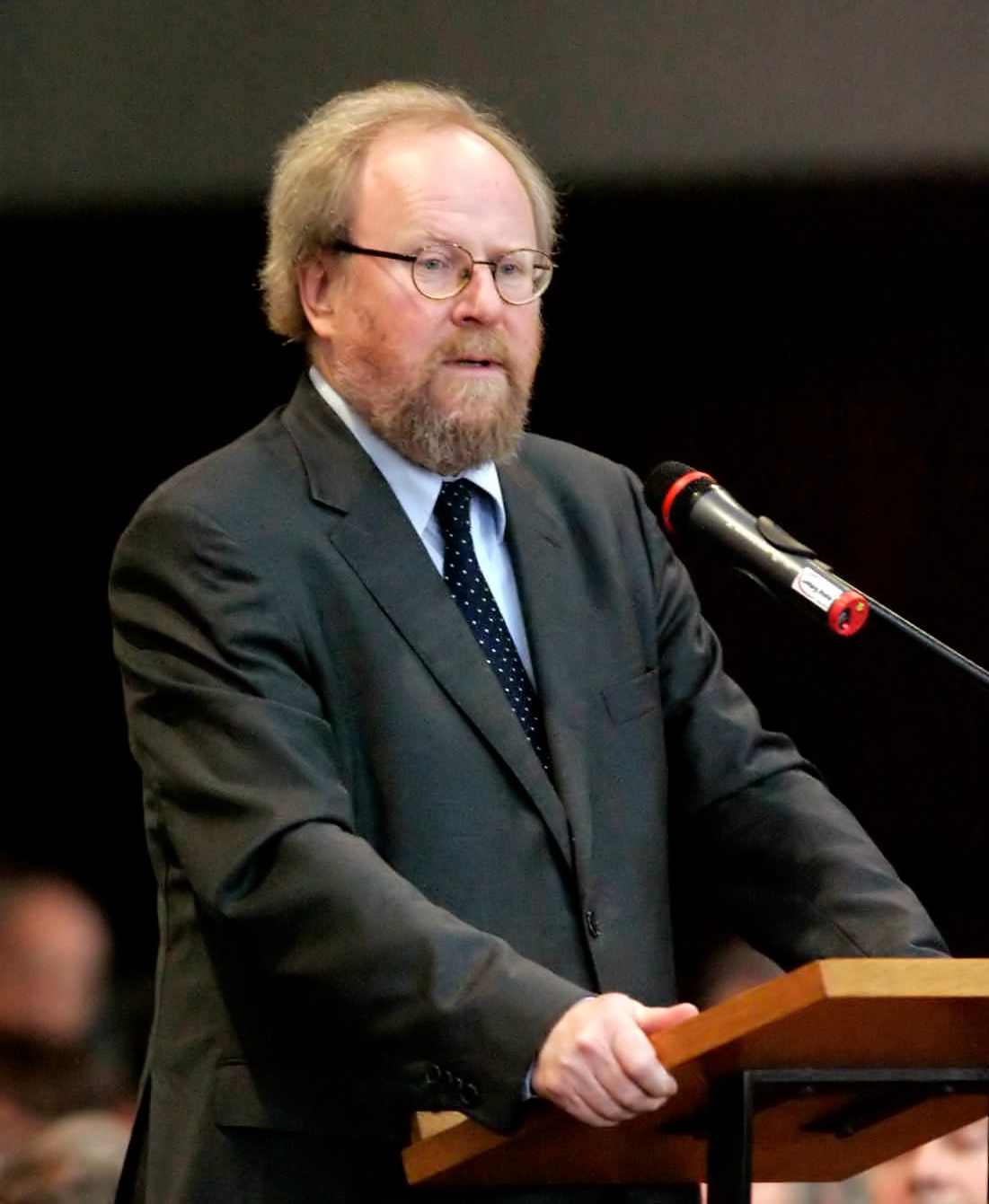
Wolfgang Thierse 2005 in der Memminger Martinskirche bei der Laudatio auf Gyula Horn anlässlich der ersten Verleihung des Memminger Freiheitspreises 1525

Wolfgang Thierse (* 22. Oktober 1943 in Breslau, Provinz Niederschlesien) ist ein deutscher Politiker (SPD). Von 1998 bis 2005 war er Präsident des Deutschen Bundestages und im Anschluss bis 2013 dessen Vizepräsident.

## Leben

### Ausbildung und Beruf
Wolfgang Thierse wurde als Sohn des Rechtsanwalts Paul Thierse und dessen Frau, einer Erzieherin und späteren Berufsschullehrerin, in Breslau geboren. Sein Vater war Mitglied der katholischen Zentrumspartei und später CDU-Kreistagsabgeordneter in Eisfeld; sein Großvater Paul Thierse war promovierter Oberschulrat in Breslau, später Obermagistratsrat und ebenfalls Mitglied der Zentrumspartei. Nach der Vertreibung aus Breslau siedelte sich die Familie von Wolfgang Thierse im thüringischen Eisfeld an, dort besuchte Thierse die Oberschule. Er war auch Mitglied der FDJ. Nach dem Abitur an der Erweiterten Oberschule im südthüringischen Hildburghausen erlernte er den Beruf des Schriftsetzers beim Thüringer Tageblatt in Weimar.
Thierse begann 1964 ein Studium der Germanistik und der Kulturwissenschaft an der Humboldt-Universität zu Berlin, das er 1969 mit dem Diplom beendete. Anschließend war er an der Sektion Kulturwissenschaften/Ästhetik der Humboldt-Universität wissenschaftlicher Assistent von Wolfgang Heise. Das Ministerium für Kultur der DDR, wo er ab 1975 in der Abteilung Bildende Kunst tätig war, entließ ihn, nachdem er sich geweigert hatte, eine Erklärung zu unterzeichnen, mit der er die Ausbürgerung von Wolf Biermann befürworten sollte.
1977 ging er als wissenschaftlicher Mitarbeiter an das Zentralinstitut für Literaturgeschichte der Akademie der Wissenschaften der DDR. Dort betreute unter anderem er das Historische Wörterbuch ästhetischer Grundbegriffe, das ab 2000 erschien. Zwischen 1970 und 1987 wirkte Thierse an den Drehbüchern für sieben DEFA-Dokumentarfilme mit und verfasste die Kommentartexte.
Im Jahr 2003 erschien ein von ihm vorgetragenes Hörbuch mit einer der bekanntesten Erzählungen von Charles Dickens, Eine Weihnachtsgeschichte.

### Parteilaufbahn
Thierse war bis zur Wende und friedlichen Revolution parteilos und trat im Oktober 1989 dem Neuen Forum, einer der Bürgerbewegungen der Liste Bündnis 90, bei. Anfang Januar 1990 wurde er dann Mitglied der Sozialdemokratischen Partei der DDR (SDP). Nach dem Rücktritt von Ibrahim Böhme wurde Thierse am 9. Juni 1990 auf einem Sonderparteitag zum Vorsitzenden der SPD der DDR gewählt.
Auf dem Vereinigungsparteitag der SPD wurde er am 27. September 1990 zu einem der stellvertretenden Parteivorsitzenden gewählt. Aus diesem Amt schied er im November 2005 aus, gehörte aber weiterhin dem Parteivorstand an. Auf dem Bundesparteitag der SPD in Dresden im November 2009 kandidierte er auch nicht mehr für den Parteivorstand. Thierse ist Sprecher des Arbeitskreises „Christen in der SPD“. Er war von 1992 bis 2010 Vorsitzender der Grundwertekommission der SPD und ist dort Ehrenmitglied. Der Soziologe Hans Joas würdigte ihn in seiner Rede zu Thierses 80. Geburtstag am 8. November 2023 im Willy-Brandt-Haus in Berlin als „nicht-machiavellistischen Ausnahmepolitiker“.

### Abgeordnetentätigkeit

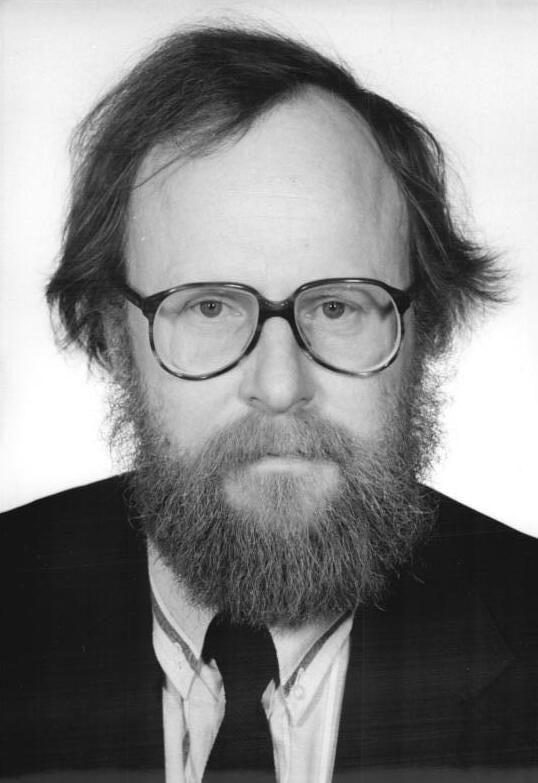
Wolfgang Thierse, 1990

Von März bis Oktober 1990 gehörte Thierse der ersten frei gewählten Volkskammer der DDR an. Hier war er zunächst stellvertretender Vorsitzender und ab dem 21. August 1990 Vorsitzender der SPD-Volkskammerfraktion.
Thierse zählte zu den 144 von der Volkskammer gewählten Abgeordneten, die am 3. Oktober 1990 Mitglied des Deutschen Bundestages wurden. Am 4. Oktober 1990 wurde er zum stellvertretenden Vorsitzenden der SPD-Bundestagsfraktion gewählt. Von Dezember 1990 bis Dezember 1991 war er außerdem Vorsitzender des Fraktionsarbeitskreises Neue Länder/Deutschlandpolitik. 1993 wurde Thierses persönlicher Referent Knut Gröndahl wegen geheimdienstlicher Agententätigkeit verhaftet und später zu einer Freiheitsstrafe von drei Jahren und drei Monaten verurteilt.
Wolfgang Thierse zog 1994, 1998 und 2009 über die Landesliste Berlin, in den anderen Fällen als direkt gewählter Abgeordneter des Wahlkreises Berlin-Mitte – Prenzlauer Berg – Weißensee I (1990) bzw. Berlin-Pankow (seit 2002) in den Bundestag ein. Bei der Bundestagswahl 2005 erreichte er 41,1 % der Erststimmen. 2009 verlor er sein Direktmandat an Stefan Liebich von der Partei Die Linke. Am 28. August 2012 kündigte Thierse an, bei der Bundestagswahl 2013 nicht mehr zu kandidieren.
Am 26. Oktober 1998 wurde Thierse mit 512:109:45 Stimmen zum Präsidenten des Deutschen Bundestages gewählt und am 17. Oktober 2002 mit 357:219:20 Stimmen im Amt bestätigt. Thierse erhielt nur 59,9 Prozent der Stimmen, weil ihm aus dem Lager der Unionsparteien vorgeworfen wurde, sein Amt in der letzten Legislaturperiode zu parteiisch geführt zu haben.
In seine erste Amtszeit fiel auch die CDU-Spendenaffäre, die ihn als Parlamentspräsidenten insoweit betraf, als er qua Amt für die Überwachung der Einhaltung des Parteiengesetzes und die Ahndung eventueller Verstöße verantwortlich war. Er verhängte eine Strafe in Höhe von 7,8 Millionen D-Mark gegen die CDU und ließ die staatlichen Zuschüsse an die CDU um insgesamt 41 Millionen D-Mark kürzen. Über diese Geschehnisse sagte er selbst, es wäre ihm lieber gewesen, er hätte sich nicht mit ihnen beschäftigen müssen. Von Seiten der Union wurde Thierse wegen der verhängten Strafzahlung mehrfach angegriffen und seine Überparteilichkeit in Frage gestellt – dies unter anderem auch deshalb, weil Thierse, als Bundestagspräsident zu strenger Überparteilichkeit verpflichtet, weiterhin als stellvertretender SPD-Parteivorsitzender amtierte. Das Bundesverfassungsgericht allerdings bestätigte die Rechtmäßigkeit dieses im Parteiengesetz ausdrücklich vorgesehenen Vorgehens.
Da die CDU/CSU-Bundestagsfraktion als stärkste Fraktion aus der Bundestagswahl 2005 hervorging, war seine Amtszeit am 18. Oktober 2005 beendet. Er wurde mit 417:136:52 Stimmen zum Vizepräsidenten des Bundestags gewählt. Am 27. Oktober 2009 wurde er dies erneut mit 371:170:65 Stimmen, dem schlechtesten Ergebnis aller fünf gewählten Stellvertreter.
Im Frühjahr 2005 führte er eine Delegation zum Mausoleum des chinesischen Diktators Mao Zedong.

### Sonstiges Engagement

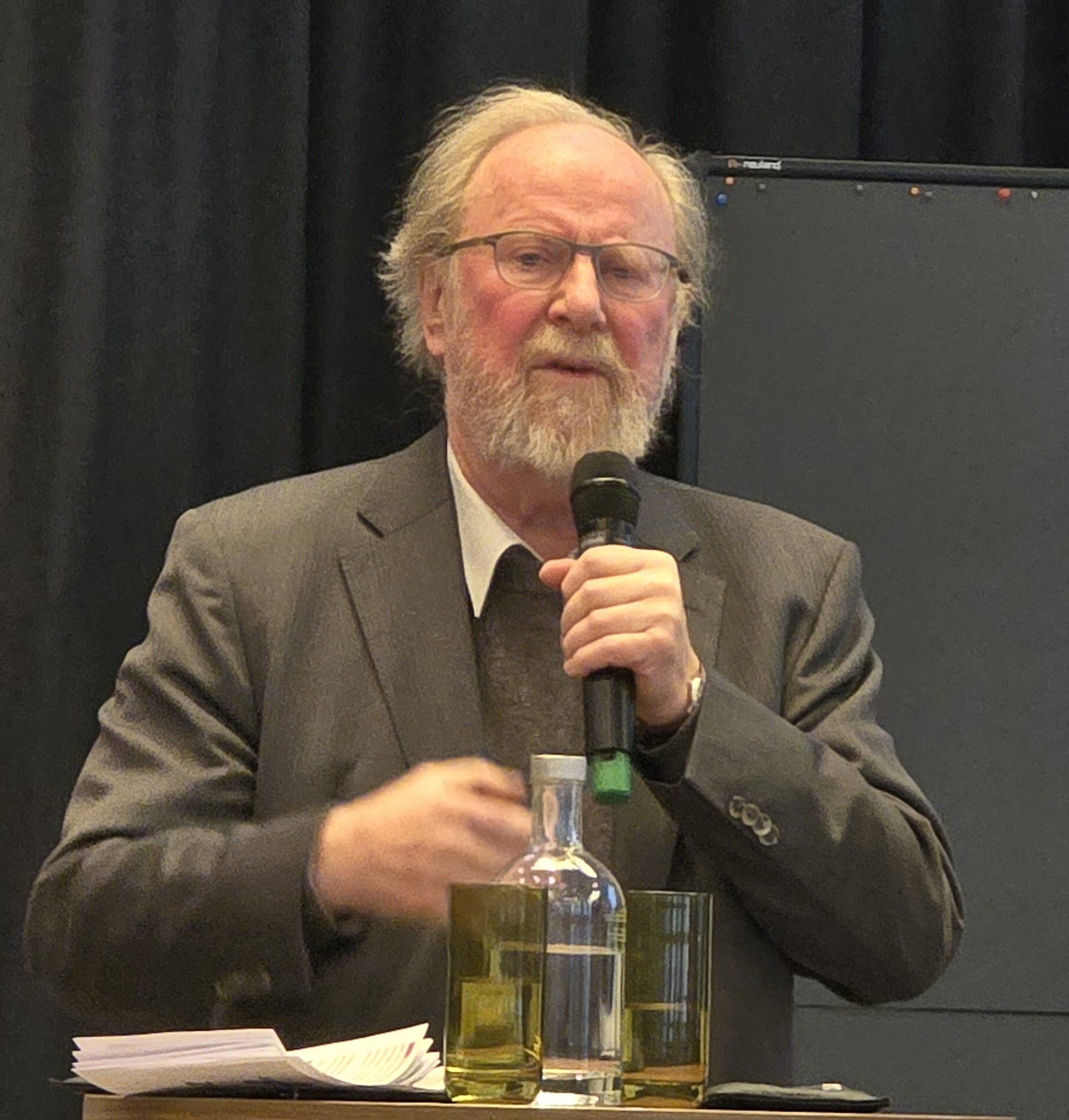
Wolfgang Thierse während der Vollversammlung des Zentralkomitees der deutschen Katholiken (2024)

Thierse war bis 2021 langjähriges persönlich hinzugewähltes Mitglied des Zentralkomitees der deutschen Katholiken (ZdK), Ehrenpräsident der Europäischen Bewegung Deutschland, deren Präsident er von 1998 bis 2000 war, Schirmherr der Georg-Elser-Initiative Berlin und Mitglied des Kuratoriums von Aktion Deutschland Hilft e. V., dem Bündnis der Hilfsorganisationen und Mitglied des Beirats des Cusanuswerks. Seit Oktober 2000 ist Thierse Kuratoriumsvorsitzender der Bundeskanzler-Willy-Brandt-Stiftung, die 1994 durch den Deutschen Bundestag errichtet wurde. Ferner war er Vorsitzender des Vorstands des Kulturforums der Sozialdemokratie mit den Themenschwerpunkten Künstlerische und kulturpolitische Grundsatzfragen, Kulturpolitische Programmatik, Erinnerungskultur, Berlin-Kultur sowie Werte und Religion. Er ist Mitglied im Kuratorium der Carlo-Schmid-Stiftung und im Ehrenrat von AMCHA Deutschland, der zentralen Organisation für die psychosoziale Hilfe von Überlebenden des Holocaust und ihren Nachkommen in Israel. Bis 2013 übernahm Thierse die Schirmherrschaft des Behandlungszentrums für Folteropfer. Er unterstützt das Anliegen zur Aufnahme der deutschen Sprache mit Verfassungsrang ins Grundgesetz.
Bei den Auseinandersetzungen um die Neugestaltung der St.-Hedwigs-Kathedrale in Berlin sprach er sich im Jahr 2018 entschieden für den Umbau der Kirche aus.
2019 schloss er sich einem Offenen Brief an Kardinal Reinhard Marx an, der von acht Persönlichkeiten – Theologen und bekannten Katholiken – am 3. Februar 2019 in der Frankfurter Allgemeinen Sonntagszeitung veröffentlicht wurde. Darin wird ein „Neustart mit der Sexualmoral“ mit einer „verständigen und gerechten Bewertung von Homosexualität“ gefordert, „echte Gewaltenteilung“ in der Kirche und der Abbau der Überhöhungen des Weiheamtes und seine Öffnung für Frauen. An die Deutsche Bischofskonferenz wurde appelliert, Diözesanpriestern die Wahl ihrer Lebensform freizustellen, „damit der Zölibat wieder glaubwürdig auf das Himmelreich verweisen kann“.

### Privates

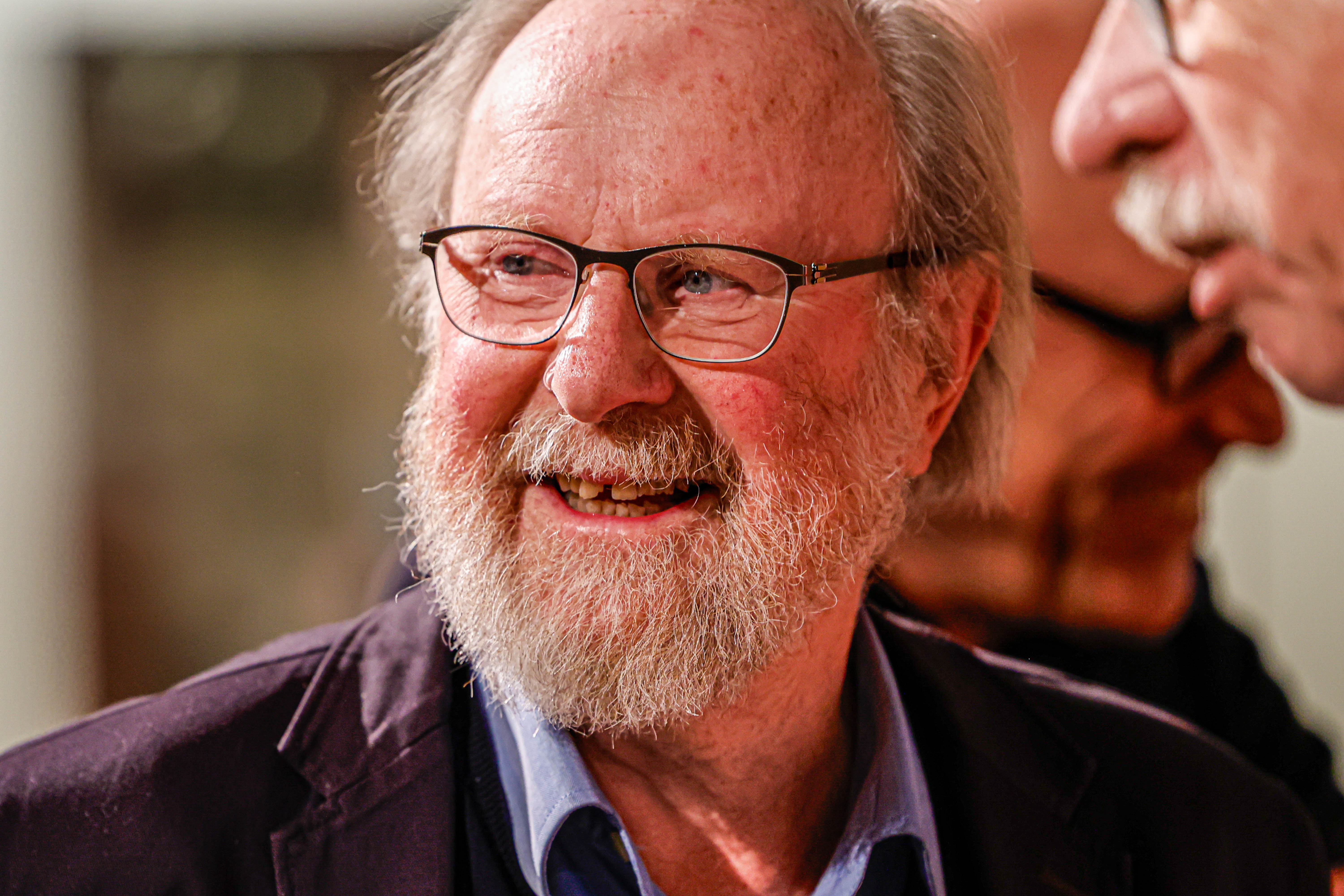
Wolfgang Thierse 2023, 50 Jahre Grundwertekommission der SPD, Willy-Brandt-Haus Berlin

Wolfgang Thierse ist mit der Kunsthistorikerin Irmtraut Thierse (* 1946) verheiratet. Wolfgang Thierse und seine Ehefrau sind römisch-katholisch; das Paar hat zwei Kinder. Es wohnt im Berliner Ortsteil Prenzlauer Berg.

## Positionen und Kontroversen

### Agenda 2010
Thierse befürwortete die Einführung von Hartz IV durch die SPD im Rahmen der Agenda 2010 und appellierte 2004 an Regierung und Opposition, die Reformen zu unterstützen. In einem Interview 2004 sagte er als Begründung, durch die Alterung der Gesellschaft hätten sich die „Sozialsysteme dramatisch verteuert“, und er warnte vor „höhere[n] Steuern und Abgaben“. Deutschland dürfe nicht zum „Extremen“ neigen, sondern solle eine Politik betreiben, die in europäischer Mittellage liege. Ferner unterstellte er eine „Propaganda gegen Hartz IV“ durch NPD und PDS. Er war der Ansicht, die Reformen hätten anders kommuniziert werden müssen.

### Aktionen gegen Rechtsextremismus
Wolfgang Thierse engagiert sich intensiv gegen Rechtsextremismus, u. a. als Schirmherr der Amadeu Antonio Stiftung. So nimmt er regelmäßig an einschlägigen Demonstrationen teil. Er geriet in die Kritik, da er auch bei Blockadeaktionen gegen nicht verbotene und ordentlich angemeldete rechtsextreme Demonstrationen mitmacht, zum Beispiel am 1. Mai 2010 in Berlin. Ein gegen ihn in diesem Zusammenhang eröffnetes Strafverfahren, u. a. wegen Nötigung, wurde aber eingestellt.
Am 19. Februar 2011, nach einer Aktion gegen die an diesem Tag geplanten rechtsextremen Demonstrationen in Dresden, erklärte Wolfgang Thierse in einem Interview mit dem MDR: „Die Polizei ist eben vollauf damit beschäftigt, die Neonazis zu schützen. […] Das ist sächsische Demokratie.“ Weil er damit nach Ansicht der Gewerkschaft der Polizei und von Politikern der sächsischen Regierungskoalition Prinzipien der Gewaltenteilung und Grundrechte, wie Versammlungs- und Demonstrationsfreiheit in Frage stelle sowie im Umgang mit politischen Gegnern Faustrecht billige, wurden diese Äußerungen kritisiert. Holger Zastrow, Fraktionsvorsitzender der sächsischen FDP, nannte ihn als „Bundestagsvizepräsident untragbar“. Andreas Arnold, ein ranghoher Polizeibeamter, zeigte Thierse wegen Beleidigung an. Anfang März 2011 wurde das daraufhin gegen ihn eingeleitete Ermittlungsverfahren eingestellt.

### Schwaben-Streit
In zwei Interviews mit der Berliner Morgenpost und dem Spiegel zum Jahreswechsel 2012/2013 monierte Thierse, dass die Kultur in Berlin-Prenzlauer Berg unter dem Zuzug von Schwaben und anderen wohlhabenderen Deutschen leide, insofern sich diese Zugezogenen zu wenig anpassten. Nach 3000 zum Teil von Hass erfüllten Protestmails hieß Thierse die Schwaben in Berlin willkommen. 2014 kam eine Rede im Stuttgarter Landtag nicht zustande, da die Fraktionen von CDU und FDP gegen einen Auftritt Thierses wegen seiner Äußerungen protestiert hatten.

### Debatte über Identitätspolitik und Cancel Culture
In einem Gastbeitrag in der Frankfurter Allgemeinen Zeitung vom 22. Februar 2021 und einem Deutschlandfunk-Interview mit Dirk-Oliver Heckmann hierzu äußerte Thierse die Sorge, dass eine radikalisierte Identitätspolitik langfristig zu einer Spaltung der Gesellschaft führe. Die Identitätspolitik von rechts sei eine Politik, die zu Ausschließung, Hass und Gewalt führe. Und die Identitätspolitik von links führe, wenn sie einseitig und radikal betrieben werde, zu Cancel Culture. Das heiße, man wolle sich nicht mehr mit Leuten auseinandersetzen, die Ansichten hätten, die einem nicht passten. Das sei „ziemlich demokratiefremd“ und im Grunde demokratiefeindlich. Die eigene Betroffenheit solle und dürfe nicht das begründende Argument ersetzen. Opfer seien unbedingt zu hören, hätten aber nicht per se Recht und sollten auch nicht selbst Recht sprechen und den Diskurs entscheiden.
Der Politikwissenschaftler Wolfgang Merkel hält Thierses Einwände für berechtigt. Er sieht Parallelen zu den Argumenten von Michael Sandel, der davor warnte, eine „linksliberale Elite“ würde durch ihren Kulturkampf die Interessen der Unterprivilegierten vernachlässigen. Zu einer Volkspartei würde aber die „Wahrung von Minderheits- und Mehrheitsinteressen“ gleichermaßen gehören. Genau das habe Thierse zum Ausdruck gebracht und damit stehe er innerhalb „sozialdemokratische[r] Traditionen“.
Die Journalistin Anna Seibt kommentierte im Deutschlandfunk, Thierse wolle oder könne das strukturelle Problem nicht anerkennen, dass im Moment nicht alle gleichberechtigt in unserer Gesellschaft teilhaben könnten. Wenn Thierse und ihm gleichgesinnte Menschen wirklich etwas daran liege, gesellschaftliche Gräben einzuebnen und ein gesamtgesellschaftliches Wir-Gefühl zu etablieren, müssten sie zunächst ihre Privilegien und Machtpositionen als solche erkennen und sich geschichtlichen Fakten stellen. Sie sollten sich nicht reflexartig zu Opfern der Debatte stilisieren.
Andrea Geier, Professorin für Neuere deutsche Literaturwissenschaft und Genderforschung in Trier, sagte im Deutschlandfunk, dass die Art und Weise, über linke Identitätspolitik zu sprechen, „sehr alarmistisch und problematisch“ geworden sei. Das zeige gerade ein Begriff wie „Cancel Culture“. Dieser falle in einen Kontext, wo es um „gefühlte Einschränkungen und Verbotskulturen“ gehe. Es sei ein „interessantes Phänomen“ und ein „Paradox“, dass Menschen, die eine große Reichweite hätten, öffentlichkeitswirksam darüber klagten, dass man etwas nicht mehr sagen könne. Zu Thierses Äußerung, dass die Betroffenheit nicht entscheidend sein dürfe, sondern das vernünftig begründete Argument, entgegnete Geier, dass jemand, der anerkenne, eine „bestimmte Position in der Gesellschaft“ zu haben, trotzdem vernünftige Argumente vorbringen könne. „Mir ist dieser Widerspruch, der hier aufgemacht wird, vollständig unklar.“
Nachdem die Parteichefin Saskia Esken und der stellvertretende Bundesvorsitzende Kevin Kühnert in einer Einladung an Parteimitglieder zu einer parteiinternen Debatte über den Umgang mit queeren Menschen schrieben, sie seien „beschämt“ über Parteivertreter, die ein rückwärtsgewandtes Bild der Partei zeichneten, sah Thierse diese Aussage auf seinen Beitrag in der FAZ bezogen und bot Esken am 2. März 2021 seinen Austritt aus der SPD an. Der Tagesspiegel und eine Queer-Community hatten das interne Einladungsschreiben zuvor aufgegriffen. Der Gewerkschafter Alexander Bercht kritisierte daraufhin den Umgang mit Thierse innerhalb der eigenen Partei: „Wenn man ihn aus der Partei drängen will, hat man echt den Kompass verloren“. Auch der Politikwissenschaftler Wolfgang Merkel und der Herausgeber des Tagesspiegels, Stephan-Andreas Casdorff, verteidigten Thierse gegen die in den Medien dargestellte Kritik der Parteiführung.
Saskia Esken äußerte jedoch am 3. März ihr Bedauern darüber, dass ihre Einladung zur parteiinternen Debatte an eine Queer-Community weitergegeben wurde, wo der Text ihrer Ansicht nach „missbraucht wurde im Versuch, uns gegeneinander auszuspielen“. Sie spricht von „grundfalsche[n] Interpretationen“, die auf der queeren Homepage vorgenommen worden seien. Stattdessen äußerte sie gegenüber dem Tagesspiegel, Thierse sei ein „verdienstvoller Genosse“ und „Teil meiner solidarischen Gemeinschaft, der SPD“.
Ein Sprecher der AG Queer der SPD sagte gegenüber dem Tagesspiegel: „Wir rechnen Wolfgang Thierse hoch an, dass er sich um den Gemeinsinn bemüht und sich gegen eine Spaltung der Gesellschaft ausspricht“. Allerdings lasse Thierses Beitrag in der FAZ Einfühlungsvermögen und die „gebotene Sensibilität“ vermissen. Der Lesben- und Schwulenverband in Deutschland sprach von einem „neurechte[n] Sprech“; dessen Vorstandsmitglied Alfonso Pantisano wertete seinen Beitrag als „reaktionär“.
Der Historiker Thorsten Holzhauser wies in der Debatte darauf hin, dass Wolfgang Thierse selbst in der Vergangenheit als Vertreter einer ostdeutschen Identitätspolitik aufgetreten sei. Thierse habe sich nachhaltig dafür eingesetzt, dass ostdeutsche Erfahrungen in der Politik zur Geltung kommen und ostdeutsche Biografien und Identitäten vor einer „Entwertung“ geschützt würden. „Denn Erfahrungen grundieren politisches Handeln“, so Thierse. Auch der Soziologe Detlef Pollack nannte in einer Diskussion mit Wolfgang Thierse seine Erfahrungen mit ostdeutscher Identitätspolitik als positives Beispiel, dass „die bundesdeutsche Gesellschaft in der Lage ist, den Minderheiten, über deren Benachteiligungen heute gesprochen wird, mit mehr Offenheit, Großzügigkeit und Gelassenheit zu begegnen.“

## Auszeichnungen (Auswahl)

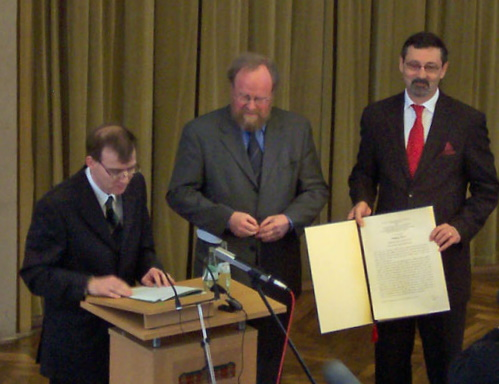
Wolfgang Thierse ist seit 2004 Ehrendoktor der Philosophischen Fakultät der Universität Münster

Wolfgang Thierse wurde 1993 mit dem Bundesverdienstkreuz 1. Klasse und 1999 mit dem Großkreuz des Bundesverdienstkreuzes ausgezeichnet.
2001 erhielt er von der Theodor-Heuss-Stiftung den Theodor-Heuss-Preis sowie den Ignatz-Bubis-Preis für Verständigung der Stadt Frankfurt am Main.
Am 26. Februar 2004 erhielt Thierse die Ehrendoktorwürde der Philosophischen Fakultät der Westfälischen Wilhelms-Universität Münster. Gewürdigt werden mit dieser Auszeichnung „seine besonderen Verdienste um die Verständigung zwischen Ost- und Westdeutschland, die Stärkung des demokratischen Bewusstseins in den neuen Bundesländern und die Zurückweisung radikaler Strömungen in der Gesellschaft.“
Am 8. November 2005 erhielt er den Preis der Deutschen Gesellschaft e. V. „für Verdienste um die deutsche und europäische Verständigung.“
Thierse wurde vom Deutschen Kulturrat, dem Spitzenverband der Bundeskulturverbände, der Kulturgroschen 2016 zuerkannt, der ihm am 15. März 2016 in Berlin übergeben wurde. Der Präsident des Deutschen Kulturrates Christian Höppner in seiner Begründung: „Wolfgang Thierse hat sich als Kulturpolitiker intensiv mit der deutschen Geschichte und der Rolle von Kunst sowie von Künstlern in der Gesellschaft auseinandersetzt. Er hat sich als Mitglied des Deutschen Bundestags stets für die Kultur stark gemacht und war dabei eine moralische Instanz – insbesondere in der Form des adäquaten Erinnerns an die deutsche Geschichte. Er ist einer der profiliertesten Verteidiger der kulturellen Institutionen und der Kulturlandschaft vor Abbau in Deutschland. Für diese außergewöhnliche kulturpolitische Lebensleistung erhielt er den Kulturgroschen, die höchste Auszeichnung des Deutschen Kulturrates.“
Im Jahr 2019 wurde Wolfgang Thierse der Heckerhut des SPD-Kreisverbandes Konstanz für den Einsatz für den politischen Diskurs in Deutschland verliehen.

## Veröffentlichungen (Auswahl)
- (Hrsg.): Arbeit ist keine Ware. Herder, Freiburg im Breisgau u. a. 2009, ISBN 978-3-451-30290-9.
- (Hrsg.): Grundwerte für eine gerechte Weltordnung. Eine Denkschrift der Grundwertekommission der SPD zur internationalen Politik. Suhrkamp, Frankfurt am Main 2003, ISBN 3-518-06720-6.
- Zukunft Ost. Perspektiven für Ostdeutschland in der Mitte Europas. Rowohlt, Berlin 2001, ISBN 3-87134-442-7.
- (Hrsg.): Zehn Jahre deutsche Einheit. Eine Bilanz. Leske und Budrich, Opladen 2000, ISBN 3-8100-2924-6.
- (Hrsg.): Religion ist keine Privatsache. Patmos-Verlag, Düsseldorf 2000, ISBN 3-491-72430-9.
- mit Avraham Burg: Das Parlament in der deutschen und in der israelischen Demokratie. Friedrich-Ebert-Stiftung, Herzliya 2000.
- (Hrsg.): Das Deutsche Parlament. Kohlhammer, Stuttgart [u. a.] 1999, ISBN 3-17-016148-2.
- (Hrsg.): Ist die Politik noch zu retten? Standpunkte am Ende des 20. Jahrhunderts. Aufbau, Berlin 1996, ISBN 3-351-02454-1.
- Mit eigener Stimme sprechen. Piper, München u. a. 1992, ISBN 3-492-03604-X.
- „Das Ganze aber ist das, was Anfang, Mitte und Ende hat“. Problemgeschichtliche Beobachtungen zur Geschichte des Werkbegriffs. In: Weimarer Beiträge. 36, 1990, S. 240–264.
- mit Dieter Kliche: DDR-Literaturwissenschaft in den 70er Jahren. Bemerkungen zur Entwicklung ihrer Positionen und Methoden. In Weimarer Beiträge. 31, 1985, S. 267–308.
- Ernst Barlachs Plastik „Der Schwebende“ zwischen Ost und West. In: Barlachs Engel. Stimmen zum Kölner Schwebenden. Herausgegeben von Antje Löhr-Sieberg und Annette Scholl unter Mitarbeit von Anselm Weyer. Greven, Köln 2011, ISBN 978-3-7743-0481-9, S. 54–57.
- Soziale Demokratie als Überlebenspolitik – Wolfgang Thierse und Thomas Meyer im Gespräch über die politischen Zeitläufe. Schüren Verlag 2023, ISBN 978-3-7410-0284-7.

## Filmografie
- 1976: WML – Steiger oder Maler (Drehbuch und Kommentar)
- 1982: Stadtlandschaften (Drehbuch und Kommentar)